# Брион, Фридерика
Фридери́ка Брио́н (нем. Friederike Brion; предп. 19 апреля 1752[…], Нидерредерн, метрополия Франции[…] — 3 апреля 1813[…], Майсенхайм[…]) — дочь эльзасского священника, известна благодаря короткому яркому роману с молодым Гёте.

## Биография
Молодой поэт, учившийся в Страсбурге, познакомился с Фридерикой осенью 1770 года во время одной из прогулок по окрестностям города. Фридерика произвела на Гёте неизгладимое впечатление. В последующие месяцы Гёте неоднократно бывал в деревушке Зезенгейм, где проживала семья Брионов. Молодые люди гуляли, катались на лодке и встречались с друзьями Фридерики. В течение года Гёте часто бывал в Зезенгейме. Безмерное счастье Гёте нашло своё выражение в многочисленных стихах и песнях, которые он посылал любимой с «разрисованными лентами». «Зезенгеймские песни», четырнадцать сохранившихся стихотворений, среди которых «Здравствуй и прощай», «Майская песня», «Степная розочка», заложили основы «Бури и натиска» и обеспечили Гёте славу лирического автора.
Однако этим отношениям не суждено было продлиться долго. В последний раз Гёте увиделся с Фридерикой 7 августа 1771 года перед отъездом во Франкфурт. Из Франкфурта Гёте отправил Фридерике письмо, поставившее точку в их отношениях. Летом 1772 года к страдавшей от любви к Гёте Фридерике посватался поэт Якоб Ленц, но получил отказ. Фридерика так никогда и не вышла замуж. История любви Гёте и Фридерики Брион легла в основу оперетты Франца Легара «Фридерика» 1928 года.
Её племянником был французский художник Гюстав Брион.